# Zhenyuan, Qingyang
Zhenyuan, tidigare stavat Chenyüan, är ett härad inom Qingyangs stad på prefekturnivå i provinsen Gansu i nordvästra Kina. Det ligger omkring 310 kilometer öster om provinshuvudstaden Lanzhou.
Zhenyuan är indelat i 13 köpingar och sex socknar.
Köpingar (zhen):

- Chengguan (城关镇)
- Kaibian (开边镇)
- Linjing (临泾镇)
- Maqu (马渠镇)
- Mengba (孟坝镇)
- Miaoqu (庙渠镇)
- Pingquan (平泉镇)
- Sancha (三岔镇)
- Shangxiao (上肖镇)
- Taiping (太平镇)
- Tunzi (屯字镇)
- Xincheng (新城镇)
- Xinji (新集镇)

Socknar (xiang):

- Fangshan (方山乡)
- Guoyuan (郭原乡)
- Nanchuan (南川乡)
- Wugou (武沟乡)
- Yinjiacheng (殷家城乡)
- Zhongyuan (中原乡)